# Galaxie de la Roue de chariot
La galaxie de la Roue de chariot (aussi nommée ESO 350-40) est une galaxie lenticulaire à anneau située dans la constellation du Sculpteur. Sa vitesse par rapport au fond diffus cosmologique est de 8 790 ± 18 km/s, ce qui correspond à une distance de Hubble de 129,6 ± 9,1 Mpc (∼423 millions d'al).
La galaxie de la Roue de chariot se démarque par son apparence particulière, semblable à une roue, ce qui lui a valu son surnom. On pense aujourd'hui que ses caractéristiques sont dues à une ancienne collision galactique.
Selon la base de données NASA/IPAC, la galaxie de la Roue de chariot présente une large raie HI. De plus, elle est aussi une galaxie LINER, c'est-à-dire une galaxie dont le noyau présente un spectre d'émission caractérisé par de larges raies d'atomes faiblement ionisés.

## Découverte
La galaxie de la Roue de chariot a été découverte en 1941 par l'astrophysicien suisse Fritz Zwicky depuis l'observatoire Palomar (États-Unis). Au moment de sa découverte, ce dernier la considérait comme une énigme du fait de sa morphologie.

## Morphologie
La structure inhabituelle de la galaxie de la Roue de chariot peut être décrite en deux anneaux distincts : un anneau interne, centré sur le centre de la galaxie et un vaste anneau externe de formation d'étoiles. Les deux anneaux sont connectés par l'intermédiaire de structures optiques en forme de bras, aussi nommés les « rayons » de la roue.
Selon la base de données NASA/IPAC, le diamètre de la galaxie est d'environ 57,69 kpc (∼188 000 al), soit aussi large que la Voie lactée. Sa masse total est estimée entre 2,9 et 4,8 milliards de masses solaires et sa vitesse de rotation à près de 217 km/s.

### Collision galactique

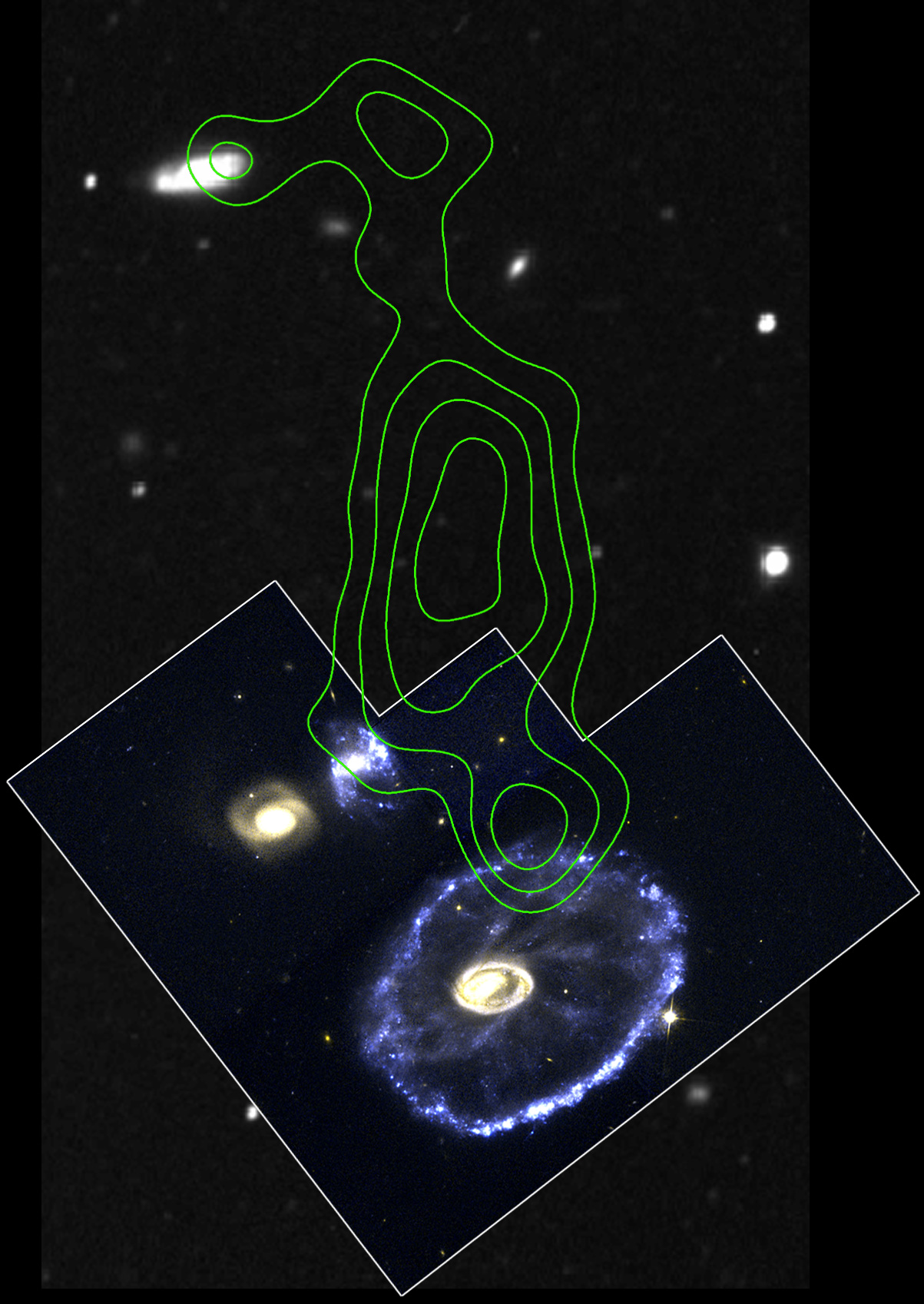
Image composite de la galaxie de la Roue de chariot d'après des relevés optiques (HST) et en ondes radio. L'image radio montre une étendue HI (représentée par les lignes vertes) reliant la galaxie de la Roue à une galaxie plus éloignée (G3), probablement responsable de la morphologie de la première.

La forme particulière de la galaxie de la Roue de chariot est sans doute due à une collision entre cette dernière et une autre galaxie plus petite. La collision se serait produite il y a entre 200 et 300 millions d'années.
Dans le scénario de la collision galactique, la plus petite galaxie aurait traversé la plus grande en plein centre, provoquant une importante onde de choc gravitationnelle à travers la galaxie cible ayant balayé et comprimé sur son passage le milieu interstellaire. À la manière d'une onde à la surface d'un étang après qu'on y ait jeté une pierre, l'onde de choc s'est propagée à travers la galaxie à une vitesse d'environ 320 000 km/h (soit environ 90 km/s), créant ainsi l'anneau externe et en y entamant une vague de formation d'étoiles toujours en cours. L'anneau intérieur pourrait être quant à lui issu d'un second rebond de l'onde de choc.
Les « rayons » de la galaxie sont probablement le signe d'une réorganisation en cours de cette dernière vers une structure spirale, structure qu'elle avait sans doute avant la collision,. De plus, il a été suggéré que de la matière s'écoulerait le long de ces rayons depuis l'anneau externe vers l'anneau interne, mais les observations actuelles (2024) réfutent cette hypothèse.
La galaxie impactrice, celle qui a traversé la Roue de chariot reste plus ou moins identifiée. Selon certaines études, il pourrait s'agir de la galaxie notée G3 du groupe de la galaxie de la Roue de chariot (voir plus bas pour le groupe),. Des relevés en ondes radio montrant la distribution HI au sein du groupe tendent également vers cette hypothèse.

### Hypothèse de l'instabilité gravitationnelle
Une autre hypothèse explique la structure peu orthodoxe de la galaxie à l'aide d'un modèle basé sur l'instabilité gravitationnelle. Ce dernier montre que les perturbations gravitationnelles axisymétriques (radiales) et non axisymétriques (spirales) de faible amplitude permettent une association entre les amas de matières grandissants et les vagues axisymétriques et non axisymétriques gravitationnellement instables qui prennent l'apparence d'un anneau avec des rayons.

## Autres caractéristiques

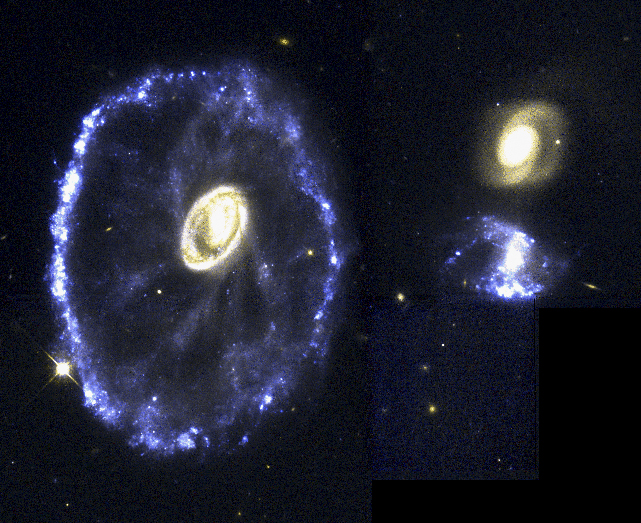
Première image de la galaxie de la Roue de chariot prise par le télescope spatial Hubble en 1995.

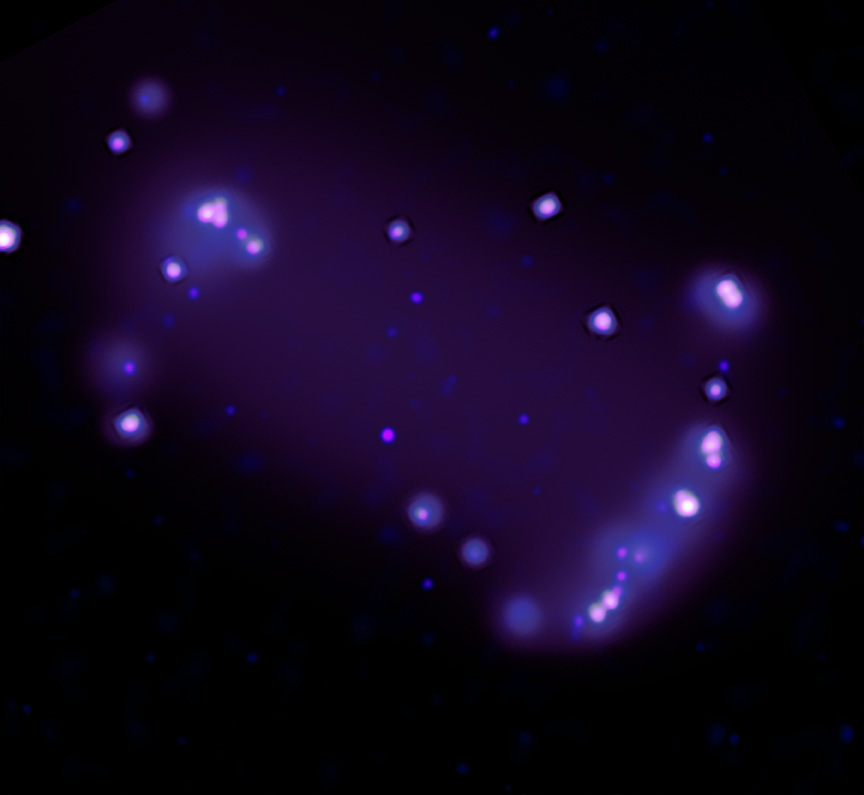
Vue des sources de rayons X de la galaxie de la Roue de chariot (droite) par le télescope spatial Chandra.

### Formation d'étoiles
Chaque région de la galaxie abrite un taux de formation d'étoiles plus ou moins élevé à mesure que l'on progresse vers le centre de celle-ci. L'anneau externe présente le taux de formation stellaire le plus élevé, abritant de nombreuses étoiles jeunes et massives. Dans les rayons de la galaxie, le taux de formation est moins élevé et ce dernier chute drastiquement à mesure que l'on s'approche du centre de cette dernière. L'anneau interne abrite peu de jeunes étoiles, mais renferme une grande quantité de gaz et de poussière.
Lors de sa progression dans la galaxie, l'onde de choc générée par la collision a emporté avec elle les étoiles qu'elle avait formées par la compression du milieu interstellaire, ce qui explique pourquoi l'anneau externe, qui représente le bord d'attaque de l'onde, contient de nombreuses étoiles jeunes et de sites de formations stellaires, au détriment des régions internes (rayons et anneau interne) relativement épargnées par le phénomène.
Les auteurs d'une étude publiée en 2024 sur la composante stellaire de la galaxie de la Roue de chariot trouvent un âge d'environ 400 millions d'années pour des étoiles situées dans l'anneau externe, suggérant de ce fait une collision davantage plus ancienne (soit il y a au moins 400 millions d'années).

### Sources de rayons X
La galaxie de la Roue de chariot abrite une riche collection de sources de rayons X, principalement réparties au sein de l'anneau externe et détectées par le télescope spatial Chandra. Ces sources sont assimilées à la présence de nombreux trous noirs dans l'anneau, liés au taux de formation stellaire de ces régions. Les galaxies à sursaut de formation d'étoiles comme la Roue de chariot contiennent en effet beaucoup de jeunes étoiles massives et lumineuses à la durée de vie brève (quelques dizaines de millions d'années). Lorsque ces étoiles meurent, elles explosent en supernova, laissant derrière elles trous noirs et étoiles à neutrons. Ces astres, s'ils ont une étoile compagne à proximité captent de la matière de ces dernières. Ainsi, étant donné les énormes champs gravitationnels des étoiles à neutrons et des trous noirs, des disques d'accrétion se forment autour d'eux, ce qui entraîne la chute de la matière contenue dans les disques et provoque de puissantes émissions de rayons X.
La galaxie de la Roue de chariot est également l'une des sources d’émission ultraviolette les plus brillantes de l’univers local.

## Supernova

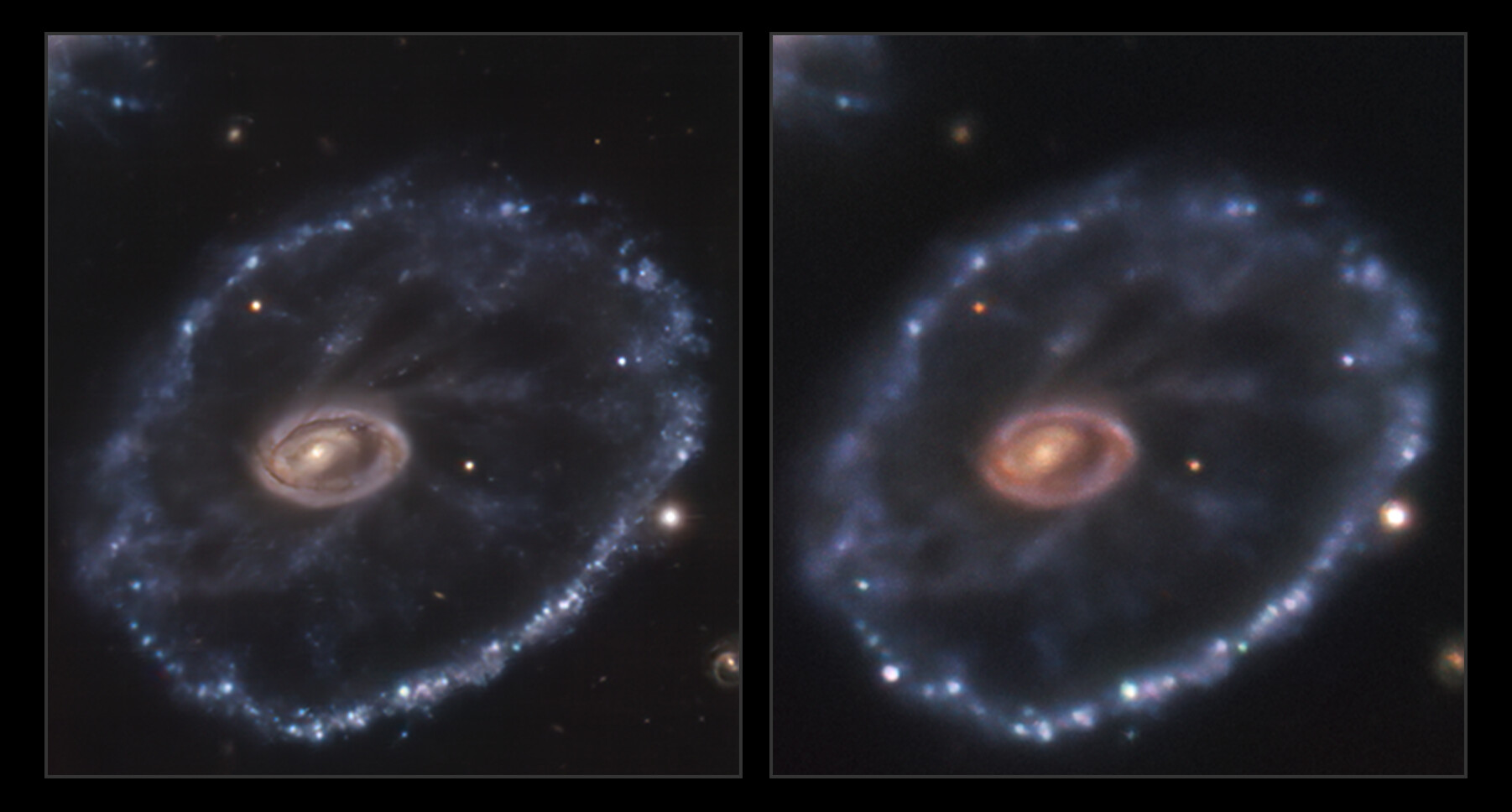
Montage photo montrant l'apparition de la supernova SN 2021afdx (point lumineux dans le coin inférieure gauche de l'image de droite) dans la galaxie de la Roue de chariot (ESO).

La supernova SN 2021afdx a été découverte dans la galaxie de la Roue de chariot le 23 novembre 2021 par le relevé astronomique ATLAS (Asteroid Terrestrial-impact Last Alert System), relevé initialement destiné à la recherche de petits objets géocroiseurs. D'une magnitude apparente de 18,8 au moment de sa découverte, elle était de type II. Elle fut à nouveau détectée par le télescope spatial James-Webb en 2022.

## Groupe de la galaxie de la Roue de chariot
La galaxie de la Roue de chariot est membre du groupe de galaxies SGG 0035-3357 qui comprend un total de quatre membres. Les autres membres du groupe sont notés de G1 à G3. Les galaxies G1 et G2 (ou PGC 2249 et PGC 2252) sont situées à proximité de la Roue de chariot, visibles à côté de celle-ci sur les images réalisées par les télescopes spatiaux Hubble et James Webb. G1 est une galaxie irrégulière magellanique et sa voisine, G2, présente une structure lenticulaire avec deux bras spiraux serrés et des caractéristiques de marée. G3 est une galaxie située plus en retrait et suspectée d'être entrée en collision avec la galaxie de la Roue de chariot.